# Aeropuerto de La Grande Rivière
El Aeropuerto de La Grande Riviere (del inglés: La Grande Rivière Airport) (IATA: YGL, OACI: CYGL) está ubicado a 30 mn (19 mi) de Radisson, Quebec, Canadá.

## Aerolíneas y destinos
- Air Inuit
  - Kuujjuaraapik / Aeropuerto de Kuujjuarapik
  - Puvirnituq / Aeropuerto de Puvirnituq
  - Salluit / Aeropuerto de Salluit
  - Chisasibi / Aeropuerto de Chisasibi
  - Montreal / Aeropuerto Internacional de Montreal-Trudeau
- Air Creebec
  - Montreal / Aeropuerto Internacional de Montreal-Trudeau